# Cry (Mandy Moore)
Cry è un brano musicale della cantante statunitense Mandy Moore, pubblicato nel 2001.
Il brano è stato scritto da James Renald (membro del gruppo musicale canadese Sky) ed estratto come singolo dal terzo ed eponimo album in studio di Mandy Moore, intitolato appunto Mandy Moore.
La canzone è stata inserita nella colonna sonora del film I passi dell'amore - A Walk to Remember (A Walk to Remember), uscito nel 2002, diretto da Adam Shankman e interpretato dalla stessa Mandy Moore con Shane West.

## Tracce
- CD (Austria/Germania/Svizzera)

1. Cry (Album Version) - 3:43
2. Someday We'll Know (with Jon Foreman) - 3:42

## Video
Il videoclip della canzone è stato diretto da Chris Applebaum.